# Aluízio Alves
Aluízio Alves (Angicos, 11 de agosto de 1921 — Natal, 6 de maio de 2006) foi um jornalista, advogado e político brasileiro natural do Rio Grande do Norte, estado do qual foi o 40.º Governador entre 1961 e 1966 sendo depois cassado pelo Ato Institucional Número Cinco em 1969. É o decano do clã dos Alves, contraparte política da família Maia num embate que há anos domina a cena política potiguar, em especial a partir dos anos oitenta do Século XX.

## Biografia
Filho de Manuel Alves Filho e Maria Fernandes Alves, casou-se em 1944 com Ivone Lyra e teve quatro filhos: Aluízio Alves Filho, os gêmeos Ana Catarina Alves e o ex-deputado, ex-presidente da câmara dos deputados e ex-ministro Henrique Eduardo Alves, e Henrique José Alves. Advogado com Bacharelado em Ciências Jurídicas e Sociais pela Faculdade de Direito de Maceió com especialização em Serviço Social, voltou-se às atividades jornalísticas após a graduação: primeiro como funcionário dos jornais A Razão e A República, ambos em Natal tendo se dirigido em 1949 ao Rio de Janeiro onde foi redator-chefe da Tribuna da Imprensa, que pertencia a Carlos Lacerda. De volta ao seu estado natal no ano seguinte, fundou e dirigiu a Tribuna do Norte. Ainda no ramo de comunicação foi diretor da Rádio Cabugi, da TV Cabugi e da Rádio Difusora de Mossoró. Antes foi Oficial de Gabinete da Interventoria potiguar chefe do Serviço Estadual de Reeducação e Assistência Social (SERAS) e diretor estadual da Legião Brasileira de Assistência.

### Vida política

#### Deputado Federal, Governador e Ministro

Com Abelardo de Araújo Jurema, em 1963.

Sua vocação política surgiu em consequência das suas atividades profissionais e a estréia se deu sob as bênçãos de José Augusto Medeiros e Dinarte Mariz, líder-mor da UDN potiguar e assim Aluízio Alves foi eleito deputado federal em 1945 e participou da Assembleia Nacional Constituinte que promulgaria a nova Constituição em 18 de setembro de 1946. Reeleito em 1950, 1954 e 1958, chegou aos postos de secretário-geral da UDN e vice-líder da bancada.
Figura de proa na eleição de Mariz para o governo do estado em 1955, rompeu com seu aliado em face de um episódio onde o governador recém-eleito ignorou uma série de ações de governo que foram reunidas por Aluízio Alves num extenso documento. Irritado, afastou-se politicamente de seu mentor e ingressou no PSD e foi eleito governador em 1960, derrotando o deputado Djalma Marinho para o desgosto de Dinarte Mariz.
A animosidade entre os dois líderes tornou-se cada dia mais férrea e com o advento do Regime Militar de 1964 foi Mariz quem retomou o comando da cena política, o que não impediu, contudo, o ingresso de Aluízio Alves na ARENA e a conquista de seu quinto mandato de deputado federal em 1966 após Mariz vetar sua candidatura a senador. No ano anterior Aluísio Alves derrotou o senador Dinarte Mariz  na eleição estadual de 1965, ao eleger o monsenhor Valfredo Gurgel para governador.
Veio então o revés: em 7 de fevereiro de 1969 teve seu mandato cassado pelo AI-5 sob a acusação de corrupção sendo indiciado em um processo que foi arquivado em fevereiro de 1973. Mesmo sem poder atuar diretamente na política usou sua experiência e se manteve influente ao levar seus correligionários para o MDB em 1970 e ademais sua condição de empresário permitiu que mantivesse boas relações com os arenistas, à exceção de Dinarte Mariz.
Executivo da União das Empresas Brasileiras, expandiu suas atividades para além da área de comunicação e tão logo foi restaurado o pluripartidarismo ingressou no PP e a seguir no PMDB sendo derrotado na disputa pelo governo do Rio Grande do Norte em 1982 por José Agripino Maia do PDS.
Entusiasta da candidatura vitoriosa de Tancredo Neves à Presidência da República foi indicado Ministro da Administração pelo presidente eleito sendo confirmado no cargo por José Sarney e permaneceu à frente desse ministério entre 15 de março de 1985 e 15 de fevereiro de 1989 e durante a sua gestão foi criada a Escola Nacional de Administração Pública (ENAP).
Em 1990 foi eleito para o sexto mandato de deputado federal, cargo do qual esteve licenciado durante o governo Itamar Franco quando foi Ministro da Integração Regional entre 8 de abril de 1994 e 1 de janeiro de 1995. Como Ministro da Integração, Aluízio retomou o projeto de transposição do Rio São Francisco.

#### Morte
Aluízio Alves faleceu em Natal, em 2006 vítima de isquemia cerebral.